# 1153 Wallenbergia
1153 Wallenbergia este un asteroid din centura principală, descoperit pe 5 septembrie 1924, de Serghei Beliavski.